# Rhizothera longirostris
La perdiz piquilarga (Rhizothera longirostris) es una especie de ave en la familia Phasianidae.

## Distribución y hábitat
Se lo encuentra en la península malaya, Sumatra y Borneo. 
Sus hábitats naturales son los bosques secos subtropicales y tropicales, los bosques bajos húmedos subtropicales y tropicales, y bosques montanos húmedos subtropicales o tropicales. Se encuentra amenazado por pérdida de hábitat. Existen dos subespecies; la raza nominada R. l. longirostris se encuentra bastante difundida, mientras que R. l. dulitensis, a veces es considerada una especie independiente denominada R. dulitensis, solo habita en las montañas en la zona central de Borneo.